# 紅村康
紅村 康（こうむら やすし、1958年3月21日 - ）は、日本の実業家。東京都出身。

## 人物
1980年早稲田大学政治経済学部卒業後、京王帝都電鉄(現京王電鉄)入社。
総合企画本部経理部長、同経営企画部長、取締役総合企画本部長、常務取締役、京王観光代表取締役社長、副社長等を経て、2016年代表取締役社長。2022年代表取締役会長。